# Эйя-ог-Миклахольтсхреппюр
Эйя-ог-Миклахольтсхреппюр (исл. Eyja- og Miklaholtshreppur, исландское произношение: [ˈeiːjaɔxˈmɪhklaˌhɔl̥tsˌr̥ɛhpʏr̥]) — община на западе Исландии в регионе Вестюрланд. В 2021 году в общине на 384 км² проживало 124 человека.
Община Эйя-ог-Миклахольтсхреппюр была образована 26 июня 1994 года в результате слияния двух сельских общин: Эйяхреппюр и Миклахольтсхреппюр. В настоящее время территория общины охватывает всю юго-восточную оконечность полустрова Снайфедльснес. На западе она граничит с землями общины Снайфедльсбайр, на севере с Хельгафедльссвейт и Далабиггд, на востоке с Боргарбиггд.
В общине населённых пунктов нет — только мелкие поселения (хутора) и фермы. Основное занятие жителей — сельское хозяйство (овцеводство и коневодство).
По территории общины проходят участки дороги регионального значения — Снайфедльснесвегюр 54 и Ватналейд 56, а также дороги местного значения Skógarnesvegur 568 и Kolvíðarnesvegur 567.

## Население
Источник: Mannfjöldi eftir kyni, aldri og sveitarfélögum 1998-2021 (исл.). hagstofa.is. Reykjavík: Hagstofa Íslands [Статистическая служба Исландии]. Дата обращения: 16 октября 2021.

## Галерея
- Природные достопримечательности на территории общины
- Базальтовые столбы Гердюберг
- Кратер Льоусюфьёдль
- Вулкан Ельдборг на Мирар